# Zahnspange

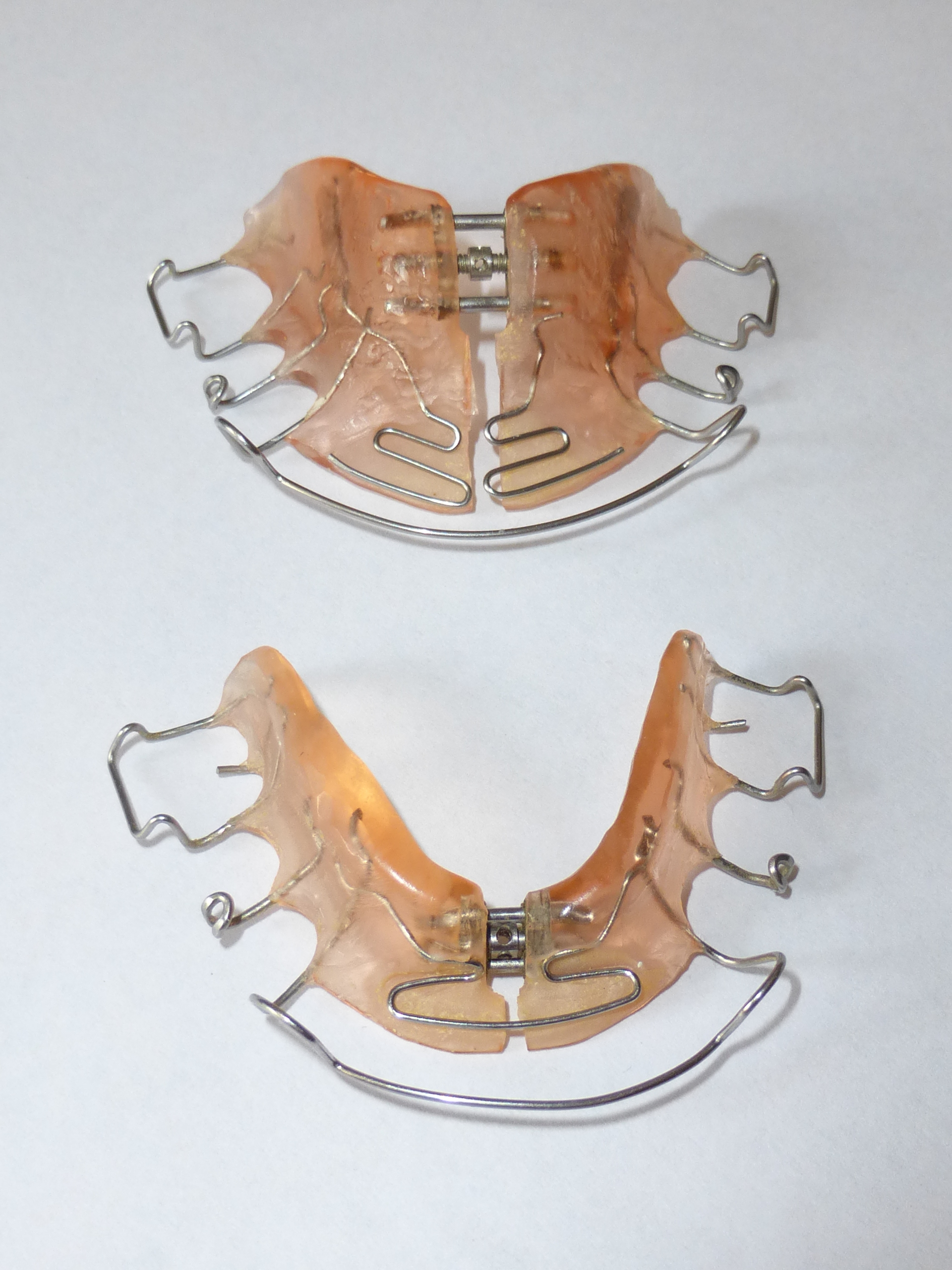
Satz herausnehmbarer verstellbarer Zahnspangen (Aktive Platte)

Eine Zahnspange ist eine zahnmedizinische Apparatur, mit der Kiefer- und Zahnfehlstellungen korrigiert werden. Die Behandlung kann prinzipiell von jedem Zahnarzt ausgeführt werden. Fachzahnärzte für Kieferorthopädie haben sich jedoch durch eine zusätzliche drei- bis vierjährige Weiterbildung hierauf spezialisiert. Man bedient sich in der kieferorthopädischen Therapie unterschiedlicher Behandlungsformen und Behandlungsmittel, die umgangssprachlich als „Zahnspange“ oder „Zahnklammer“ bezeichnet werden.

## Geschichte
Edward H. Angle hat zwischen 1890 und 1920 die kieferorthopädische Behandlung systematisiert und die Grundlagen für die heute noch gebräuchliche festsitzende Spange (Brackets) gelegt. In dieser Zeit entstand auch die erste herausnehmbare Dehnapparatur von Walther H. Coffin, die aus Kautschuk und Klavierdraht bestand. Mittels geeigneter Halteklammern entwickelte Georg B. Crozat ab etwa 1920 das erste System herausnehmbarer Apparaturen. Diese wurden aus Drähten verschiedener Dicke gefertigt (Crozat-Gerät).
Mit dem Aufkommen der Kunststoffmaterialien entwickelte Charles F. Nord in Holland die aktiven Platten als preisgünstiges und risikoarmes Behandlungsmittel. Sie wurden von Arthur Martin Schwarz und seinen Mitarbeitern diversifiziert. Neben Feder-Elementen wurden dabei auch Schraub-Elemente entwickelt, die Patienten nach Anleitung auch selbst nachstellen können.
Schon im Jahrzehnt zuvor hatten Vigo Andresen und Karl Häupl die Rolle der Mundmuskulatur in der Entstehung und Heilung von Fehlstellungen erkannt. Sie legten die Grundlagen der Funktionskieferorthopädie (FKO) und entwickelten den Aktivator als ein Behandlungsgerät für beide Kiefer. Zur Behandlung von Kindern fanden Aktivatoren und aktive Platten besonders in Europa Verbreitung. Bis in die 80er Jahre waren sie dort die vorherrschenden Behandlungsmittel.
Nach dem Zweiten Weltkrieg wurden verschiedene grazilere Geräte aus dem damals klobigen Aktivator entwickelt, wie z. B. der Bionator nach Balters, der elastische offene Aktivator (EOA) nach Georg Klammt oder der in sich federnde Gebissformer nach Bimler (Wiesbaden). Elastische Anteile enthielt auch der als Universalgerät konzipierte Kinetor nach Stockfisch, der jedoch den Doppelplatten-Geräten zuzurechnen ist.
Auf einem anderen Konzept basieren die Funktionsregler nach Rolf Fränkel. Ohne Kraft auf Zähne auszuüben, wirken sie über die Muskeln von Zunge, Lippen und Wangen auf eine gesunde Kieferentwicklung hin.

## Bezeichnungen
Umgangssprachlich existieren mehrere abwertende Bezeichnungen, wie zum Beispiel „Fressgitter“ oder „Schneeketten“.
Oftmals werden die Zahnspangen im Volksmund auch „Hasenklammer“ genannt.
Diese Bezeichnung erklärt sich aus den Wörtern „Klammer“ (oft von Kieferorthopäden benutztes Wort für Zahnspange) und dem Wort Hase bzw. Hasenzahn (Volksmund „Hasenzahn“ = Kieferfehlstellung, bei der der Oberkiefer über den Unterkiefer hinausragt).
Allerdings werden nur die Geräte zur Behandlung von Angle-Klassen II,1 so genannt. Die später entwickelten, durchsichtigen Aligner werden auch „Kontaktlinse(n) für die Zähne“ genannt.

## Behandlung und Therapiearten

### Grundsätzliches

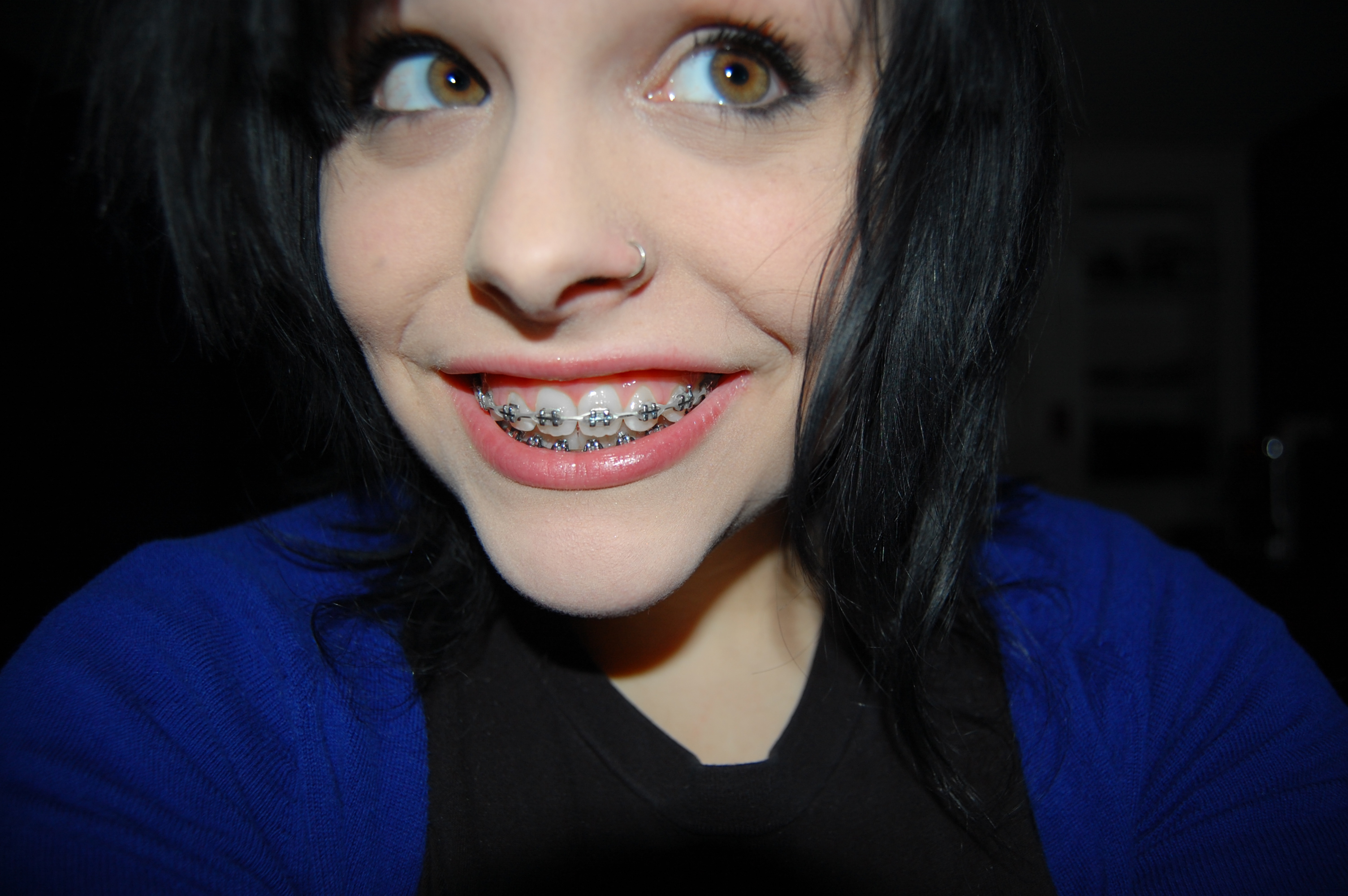
Festsitzende Zahnspange

Die Behandlung wird gerne unter Ausnutzung der natürlichen Wachstumsschübe (Alter der meisten Patienten zwischen 9 und 14 Jahren; Mädchen haben ihr Wachstumsmaximum durchschnittlich zwei Jahre früher als Jungen) durchgeführt. Eine regelrechte Behandlung dauert durchschnittlich 2–4 Jahre; die Dauer und die Vorhersage vor Behandlungsbeginn ist abhängig von der Zahn- und Kieferfehlstellung, der Art der Zahnspange und der Mitarbeit des Patienten. Daher ist das exakte Behandlungsende nur in den wenigsten Fällen genau zu datieren. Zur Mitarbeit gehören das regelmäßige Einhalten der Kontrolltermine, das Befolgen der Anweisungen des Kieferorthopäden (u. a. die Einhaltung der Tragezeit, etwaiges Nachstellen einer losen Zahnspange) und die Mundhygiene.
In einigen Fällen ist eine sogenannte „Frühmaßnahme“ sinnvoll: Wird z. B. durch einen Kreuzbiss (einer oder mehrere Zähne des Oberkiefers verzahnen innerhalb des unteren Zahnbogens; dies kann sowohl seitlich als auch vorne der Fall sein) das Wachstum gehemmt oder fehlgeleitet, soll durch die kieferorthopädische Therapie wieder ein regelrechtes, harmonisches Wachstum ermöglicht werden. Auch bei offenem Biss ist zur Verbesserung des Abbeißens eine frühzeitige Behandlung sinnvoll, sowie bei extremer Unterkieferrücklage zur Verbesserung der Kaufunktion und zur Unfallprophylaxe (zu weit vorstehende Schneidezähne sind häufig von Verlust oder Bruch betroffen). Eine Frühmaßnahme wird in der Regel zwischen dem 4. und 7. Lebensjahr begonnen und dauert in der Regel ein- bis eineinhalb Jahre.

### Myofunktionelle Therapie
Neben der „myofunktionellen Therapie“ mit gezielten Übungen und einfachen Hilfsmitteln zur Zahnbegradigung (Zahnspatel, Mundvorhofplatten usw.) kommt die Behandlung mit herausnehmbaren Geräten oder festsitzenden Apparaturen bei Kiefer- und Zahnfehlstellungen in Betracht.

### Herausnehmbare Zahnspangen
Bei den herausnehmbaren Apparaturen unterscheidet man aktive Platten für Ober- und Unterkiefer und funktionskieferorthopädische Geräte (FKO-Geräte). Aktive Platten, einschließlich Sonderformen wie z. B. Fächerdehnplatten, Y-Platten, Vorschub- oder Rückschubdoppelplatten, eignen sich besonders für Kinder im Wechselgebiss-Stadium. Dort können sie den Zähnen Platz schaffen und auch verengte Lücken wieder öffnen. Die neuen Zähne können sie einreihen und die Kongruenz der Zahnbögen herstellen. Im bleibenden Gebiss kommen aktive Platten für geringere Zahnbewegungen zum Einsatz.
FKO-Geräte beeinflussen das Kieferwachstum mit dem Ziel einer normalen Bisslage (Neutralokklusion), wobei sie auch muskuläre Dysbalancen im Mundbereich normalisieren, die mit der Fehlstellung verbunden sind. Werden FKO-Geräte entsprechend eingeschliffen, können sie im Fall von vertikalen Anomalien (Tiefbiss, offener Biss) die Zähne auch schmerzlos in eine Ebene wachsen lassen.
Diese herausnehmbaren Zahnspangen werden individuell auf Gipsmodellen angefertigt und in vielen Farben und teils auch mit kindgerechten Bildmotiven angeboten. Den Kindern / Eltern wird eine Mindesttragezeit vorgegeben, die einzuhalten ist, wenn sich ein Behandlungserfolg einstellen soll. Im Laufe einer Behandlung werden manchmal auch mehrere Geräte eingesetzt, z. B. ein herausnehmbares Gerät nach einer festen Spange, um etwaige Rückbewegungen der Zähne zu vermeiden (Retainer).
Ein in der ganzheitlichen Kieferorthopädie beliebtes Gerät ist der Bionator, der Sog-Kraft-Förderung in den Vordergrund stellt. Bisweilen verwenden ganzheitliche Behandler auch Crozat-Geräte.
Konfektionierte Trainer wie z. B. der Schienenaktivator sind zwischen den myofunktionellen Hilfsmitteln und den funktionellen Geräten einzuordnen.
Ein relativ neues Produkt sind Korrekturschienen (Aligner) aus transparentem Kunststoff. Im Gegensatz zu klassischen Zahnspangen besitzen Aligner keine verstellbaren Elemente, sondern es werden nach Erstellung eines Abdrucks und Festlegung des Behandlungsziels computergestützt mehrere Zwischenschritte mit einem 3D-Computergrafikverfahren berechnet und eine entsprechende Anzahl transparenter Plastikschienen gefertigt. Diese Aligner werden nacheinander für jeweils 2 Wochen getragen. Es gibt auch optimierte Verfahren mit Behandlungszyklen aus weichen und härteren Schienen. Bei Behandlungszeiträumen von 9 bis 18 Monaten fallen bis zu 36 Schienen an. Die Aligner sind beim Essen und zur Zahnreinigung leicht entfernbar und kaum sichtbar. Die Aussprache kann zu Beginn der Behandlung mehr oder weniger beeinflusst werden, wobei in der Regel mit der Zeit eine Verbesserung eintritt.

### Festsitzende Zahnspange

#### Arten festsitzender Zahnspangen
- Multiband- bzw. Multibracketapparatur
- Herbstscharnier
- Delaire-Maske

Bei den festsitzenden Zahnspangen unterscheidet man die intraorale, auf die Zähne aufgebrachte Multiband- oder Multibracketapparatur und die von extraoralen Hilfsmitteln (Gesichtsmasken, Headgear usw.).
Die verwendeten Materialien der Multibracketapparaturen (Zahnklammer) reichen von Edelstahl über Titan, Kunststoff bis hin zum durchsichtigen Keramikbracket. Die Brackets werden nach dem Anätzen des Zahnschmelzes auf die Zähne geklebt. Die Brackets dienen zur Befestigung eines Drahtes, der die Zähne in die gewünschte Position drückt. Metallbrackets und der Draht sind deutlich sichtbar. Durch Verwendung von Keramikbrackets in Zahnfarbe und teflonbeschichtete Drähte kann die Optik jedoch wesentlich unauffälliger gestaltet werden. Eine Beeinflussung der Aussprache erfolgt aber in jedem Fall.
Mit Hilfe der festsitzenden Multibandapparatur können Zähne in jedem Lebensalter bei ausreichendem Kieferknochen begradigt werden. Nach dem Einsetzen kann die Apparatur tage- bis wochenlang Schmerzen bereiten, und der Betroffene kann eventuell nicht schmerzfrei kauen. Auch kommt es häufig zu Reizungen der Mundschleimhaut und bei einigen Patienten auch zu vermehrtem Auftreten von Aphthen.
Ein wesentliches Problem der festsitzenden Zahnspange ist die Tatsache, dass die Spange über Jahre ununterbrochen getragen werden „muss“ und nicht in Ausnahmefällen abgelegt werden kann (Sport, Fotos, Auftritte). Dieses Problem wird zu Behandlungsbeginn vielfach unterschätzt bzw. kann aufgrund des langen Zeitraums oftmals nicht objektiv abgeschätzt werden, insbesondere weil bei den verantwortlichen Personen (Eltern), die über die Art der Spange entscheiden, die eigene Erfahrung mit festen Spangen oftmals fehlt. Wenn man sich aufgrund der Kieferfehlstellung zwischen einer losen und einer festen Apparatur entscheiden kann, sehen sie bei einer festen Spange primär den Vorteil, dass das Kind im Vergleich zur losen Apparatur bei der Tragezeit nicht mogeln kann. Ästhetische und psychische Gründe werden häufig übergangen, sind aber für den Patienten nicht zu unterschätzen. Auch bei geschlossenem Mund ist eine festsitzende Zahnspange oft zu ahnen, da die Lippen etwas nach vorne gedrückt werden und der gesamte Mundbereich größer wirkt.

#### Unterschiedliche Multibracket-Behandlungsverfahren
In der Kieferorthopädie existieren ganz unterschiedliche Multibandapparaturen. Die Apparaturen unterscheiden sich maßgeblich durch das Design des Brackets. Der Aufbau des Brackets entscheidet darüber, wie die Kräfte des Drahtes auf den Zahn übertragen werden. Die moderne Kieferorthopädie versucht mit möglichst leichten und genau dosierten Kräften die Zähne zu bewegen, da dies einen erheblichen Einfluss auf den Komfort der Behandlung besitzt. Ein Gradmesser für die Qualität der Behandlung sind die sogenannten Friktionswerte der Brackets. Folgende Behandlungsverfahren und Brackets können unterschieden werden.
- Edge-Wise-Technik: Dieses Verfahren wurde von Edward H. Angle entwickelt. Das Bracket setzte sich aus einem geraden Slot zusammen, an dessen Seite sich zwei oder vier Bindeflügel befinden. Der Drahtbogen verläuft durch den Slot zwischen den Bindeflügeln. Eine sogenannte Ligatur wird über die Bindeflügel gezogen und fixiert die Drahtbogen in dem Slot. Das Design des Edge-Wise Brackets ermöglicht es den gesamten Zahn inklusive Zahnwurzel im Kiefer zu bewegen (bodily movement). Viele kieferorthopädische Behandlungen werden heute mit der Edge-Wise- bzw. der daraus entwickelten, Zusatzteil-intensiveren Straight-Wire-Technik durchgeführt. Seit einigen Jahren kommen immer mehr selbstligierende Brackets zum Einsatz. Im Gegensatz zu den klassischen Straight-Wire-Brackets wird der Drahtbogen nicht durch eine angebrachte Gummi- oder Metallligatur fixiert, sondern eine in das Bracket eingebaute Verschlusstechnik hält den Bogen im Bracket. Diese selbstligierenden Brackets weisen oft weniger Reibung zwischen Bogen und Bracket auf. Außerdem kann der Kieferorthopäde den Bogenwechsel schneller und einfacher durchführen.
- Begg-Technik: In den 1950er Jahren entwickelte Percy Raymond Begg die sogenannte Light-Wire-Technik. Begg hatte selbst die Edge-Wise-Technik von Angle erlernt, aber dann seine eigene Technik entwickelt. Das Besondere der Begg-Technik ist die Art und Weise, die Zähne zu bewegen. Zuerst werden nur die Zahnkronen in die gewünschte Position bewegt. Dies erfordert nur geringe Kräfte, da sich die Zahnkronen relativ einfach bewegen lassen. Erst am Ende der Behandlung werden die Wurzeln des Zahnes in die richtige Position befördert, wobei oft schnellere Ergebnisse als mit der Straight-Wire-Technik erzielt werden. Dafür ist die Begg-Technik aufwändiger. Der Behandler muss jeden einzelnen Drahtbogen individuell für den Patienten anpassen. Nicht zuletzt deshalb scheint sich die Begg-Technik nicht gegen die Straight-Wire-Methode durchgesetzt zu haben. Seit den 1980er Jahren ist eine Weiterentwicklung der Begg-Technik verfügbar: das sogenannte Tip-Edge-Bracket vereinfacht die Behandlung und erübrigt das aufwändige Biegen der Drähte weitgehend.[3]
- Lingualtechnik: Bei der Lingualtechnik werden die Brackets nicht auf der Außenseite der Zähne platziert, sondern auf der Innenseite, also der Seite der Zunge (lingual). Im Gegensatz zur Zahnaußenseite ist die Zahninnenseite bei jedem Menschen anders geformt. Deshalb müssen bei der Lingualtechnik die Brackets für jeden Zahn maßangefertigt werden. Dies macht eine linguale Zahnspangen deutlich teurer als alle anderen Spangen. Mittlerweile sind aber auch standardisierte Lingualbrackets auf dem Markt, bei denen keine Maßanfertigung notwendig ist. Linguale Zahnspangen besitzen den großen Vorteil, dass sie nahezu unsichtbar sind. Allerdings kann die Lingualspange die Aussprache behindern. Außerdem müssen die Drahtbögen individuell angefertigt werden und sind für den Kieferorthopäden schwierig einzusetzen.[4]

### Wirkmechanismus der Multibracket-Apparatur
Das Grundprinzip der Multibracket-Apparatur besteht darin, dass an jedem zu bewegenden Zahn ein Bracket angebracht wird. Das Bracket wird am Zahn ausgerichtet. Steht also der Zahn gekippt oder gedreht, trifft dies auch auf das Bracket zu. Ein dünner Metalldraht, der sogenannte Bogendraht oder kurz „Bogen“ wird an jedem Bracket befestigt und dabei notwendigerweise deformiert. Die elastische Rückstellungstendenz des Bogens übt nun eine Kraft auf die Zähne aus, die dazu führt, dass das Gewebe im Parodontalspalt stellenweise gestaucht (Druckzone) und an den jeweils gegenüberliegenden Stellen gestreckt (Zugzone) wird. Dies regt Umbauvorgänge an, bei denen Osteoklasten in der Druckzone Knochen ab- und Osteoblasten in der Zugzone Knochen anbauen.
Hat der erste, in der Regel sehr dünne, Bogen seine Rückstellung weitgehend vollzogen, wird mit einem dickeren Bogen fortgefahren. So kommt es im Verlauf einer Behandlung zu mehreren „Bogenwechseln“.

### Installation von festsitzenden Apparaturen
1. Separieren:
Für den Fall, dass für eine Therapie Metallmanschetten („Bänder“) notwendig sind (etwa um Zusatzteile vornehmlich der Straight-Wire Technik, wie Headgear oder Quad-Helix an den Zähnen zu verankern), werden einige Tage vor der eigentlichen Installation zwischen die betreffenden Zähne Gummiringe/Separierringe gedrückt. So werden die Zähne etwas auseinandergedrückt, was ihre Bebänderung vereinfacht.
2. professionelle Zahnreinigung:
gründliche Reinigung der Zähne mit speziellen Bürsten und Polierpaste
3. Bebänderung:
An den zu installierenden Bändern ist das eigentliche Bracket aufgeschweißt. Zunächst wird durch Probieren das passende Band ausgesucht, so dass keine unhygienischen Zwischenräume zum Zahn entstehen. Dieses Band wird mit Zement befüllt, auf den Zahn gedrückt und mit speziellen Instrumenten in seine Endposition gebracht, an welcher es dann für die gesamte Behandlungsdauer verbleibt.
4. Anätzen bzw. Aufrauen der Zahnoberfläche:
Damit der Bracketkleber haftet, wird die Zahnoberfläche durch ein spezielles Gel kurz aufgeraut.
5. Abspülen und Kleben der Brackets:
Das Ätzgel wird durch Wasserspray entfernt und die aufgeraute Zahnoberfläche getrocknet. Die Brackets werden auf der ebenfalls aufgerauten Rückseite mit dentalem Sekundenkleber (Cyanacrylat-Klebstoffe) versehen.
6. Positionieren der Brackets:
Mit speziellen kieferorthopädischen Positionsinstrumenten wird das Bracket auf den Zahn gesetzt. Dies muss sehr exakt vorgenommen werden, damit die Wirkung des Bogens später optimal ausgenutzt werden kann und keine Behandlungsfehler entstehen. Solange der Kleber noch nicht ausgehärtet ist (was bei lichthärtenden Klebern mit einer UV-Lampe beschleunigt wird), kann die Position der Brackets noch geringfügig verändert werden.
7. Einsetzen des Drahtbogens:
Nach dem Einsetzen der Brackets und Bänder wird der erste sehr elastische Drahtbogen (die eigentliche Spange bzw. das eigentliche Instrument, das die Kräfte zur Zahnregulierung ausübt) in die Röhrchen an den Bändern und in die Brackets gesteckt. Damit er nicht verrutscht, werden um jedes Bracket kleine Gummiringe (Alastics) gelegt. Bei späteren Kontrollterminen werden stärkere Drahtbögen eingesetzt, die z. T. dicker sind und z. T. einen anderen Querschnitt aufweisen. Sie üben stärkere Kräfte auf die Zähne aus, rufen aber nicht unbedingt stärkere Schmerzen beim Patienten hervor, da der gesamte Kieferapparat bereits an den Druck gewöhnt ist und die Zähne bereits bewegt worden sind.
8. Die ersten Tage nach der Installation:
Während die langwierige Prozedur des Einsetzens (ca. 60 bis 180 Minuten) in der Regel nicht schmerzhaft ist, können in den ersten Tagen danach v. a. beim Kauen je nach körperlicher Empfindlichkeit und Essgewohnheiten Schmerzen auftreten. Es können durch die ungewohnten Fremdkörper im Mund auch wunde Stellen an Lippen und Wangen auftreten. Hiergegen hilft oft, die störenden Fremdkörper-Kanten mit speziellem Wachs abzudecken. Falls nach wenigen Tagen die Schmerzen andauern, sollte der Kieferorthopäde erneut aufgesucht werden, damit die Spange etwas lockerer gestellt wird. Nicht zu unterschätzen ist die psychische Belastung mancher Patienten durch die über Jahre im Mund eingebauten Fremdkörper. Daher empfiehlt es sich, im Vorfeld herausnehmbare Zahnspangen mit ihren Möglichkeiten und Grenzen alternativ abzuwägen und dazu ggf. eine andere Meinung einzuholen.

### Behandlungsfehler bei der Nachsorge
Ein klassischer Behandlungsfehler der Nachsorge ist z. B. nach dem Entfernen einer Zahnklammer das Stehenlassen von Fixierungsresten an den Zähnen.
Nicht weggeschliffene Fixierungen werden zu Bakterienherden und begünstigen Irritationen des Zahnfleischs wie Zahnfleischbluten bzw. Zahnfleischentzündungen.

## Kosten, Zuzahlungen
In Deutschland werden die Kosten für eine Zahnspange unter bestimmten Bedingungen vollständig von der Gesetzlichen Krankenversicherung übernommen. Für die Feststellung der Kostenübernahme gibt es so genannte KIG-Richtlinien (kieferorthopädischen Indikationsgruppen). Anhand von Indikationsgruppen wird nach einem bestimmten Schema der Behandlungsbedarf eingestuft. Der Kieferorthopäde macht dafür im Regelfall ein Röntgenbild und Modelle, anhand derer er die Indikation einstufen kann. Die Kosten werden beispielsweise übernommen, wenn eine Lippen-Kiefer-Gaumenspalte oder eine Durchbruchstörung von Zähnen (außer von Weisheitszähnen) vorliegt, bei einer sagittalen Stufe von über 6 oder über 9 mm, bei Kreuzbiss oder Platzmangel von über 3 mm. Die Behandlung darf nicht von privaten Zuzahlungen abhängig gemacht werden. Der Patient muss gleichzeitig nach Aufklärung und Vereinbarung mit seinem Kieferorthopäden oder kieferorthopädisch tätigen Zahnarzt die Möglichkeit haben, sich für eine Behandlung zu entscheiden, die über die GKV-Versorgung hinausgeht. Ein neu entwickeltes Musterformular kann als Vertragsgrundlage für zusätzliche oder alternative Leistungen dienen, die vom Patienten gewünscht werden. Auf dem Formular ausgewiesen werden sämtliche geplante zusätzliche Behandlungsmaßnahmen und damit verbundene Kosten sowie der sich daraus ergebende Eigenanteil des Patienten. Bei Personen, die bereits das 18. Lebensjahr vollendet haben, erfolgt ohne notwendige chirurgische Begleittherapie keine Kostenübernahme durch die Krankenkasse mehr. Aber auch die kieferorthopädische Behandlung von erwachsenen Patienten jeglichen Alters bildet heute einen festen integrativen Bestandteil bei lebenslanger Gesunderhaltung von Zähnen und Kiefer unter zahnärztlicher Betreuung. Eine Behandlung ist entgegen früheren Meinungen in jedem Alter möglich.
In Österreich werden die Kosten für Zahnspangen bei „erheblichen“ Zahn- oder Kieferfehlstellungen (Fehlstellung nach der internationalen IOTN-Klassifizierung in den beiden höchsten Stufen 4 oder 5) seit Juli 2015 vollständig von der Krankenkasse übernommen. Für Kinder bis zu 10 Jahren gibt es in der Regel abnehmbare Zahnspangen, für Kinder bis zu 18 Jahren festsitzende Spangen. Die bisherigen Zuschüsse für leichtere Fehlstellungen werden – entgegen früheren Befürchtungen – nicht gestrichen. Die so genannte Gratis-Zahnspange mit kompletter Kostenübernahme durch die österreichische Krankenkasse kann dabei ausschließlich von Vertragskieferorthopäden angeboten werden.

## Komplikationen und Risiken
Eine Gruppe von Zahnforschern um Fatma Boke führte eine Studie mit dem Titel „Relationship between orthodontic treatment and gingival health“ (deutsch „Beziehung zwischen kieferorthopädischer Behandlung und Zahnfleischgesundheit“) durch. Die Ergebnisse zeigten, dass einige kieferorthopädische Behandlungen zu Gingivitis führen, die auch als Zahnfleischentzündung bekannt ist. Die Forscher kamen zum Schluss, dass funktionelle Apparaturen, die zur Nutzung natürlicher Kräfte verwendet werden (z. B. zur Verbesserung der Bissausrichtung), nach der Behandlung normalerweise keine großen Auswirkungen auf das Zahnfleisch haben. Festsitzende Apparaturen wie Zahnspangen, mit denen die meisten Menschen therapiert werden, können jedoch bei einem Großteil der Patienten zu sichtbarem Zahnbelag, Entzündungen und Zahnfleischschwund führen. Die Bildung von Zahnbelag auf den Zahnflächen von Patienten mit Zahnspangen ist unabhängig von der Plaquekontrolle fast unvermeidlich und kann zu einer leichten Gingivitis führen. Werden bei der Mundhygiene die Zähne nicht sorgfältig geputzt, kann der Zahnbelag auch zu einer schwereren Gingivitis und Zahnfleischrückgang führen.
Besonders feste Spangen können die Entwicklung von Karies oder Gingivitis durch die erschwerte Mundhygiene sowie Gefahr von Wurzelverkürzungen durch schmerzhafte Dauereinwirkung örtlich zu hoher Kräfte begünstigen.
Schmerzen nach dem Anpassen und Aktivieren festsitzender kieferorthopädischer Zahnspangen sind sehr häufig, und es wurden mehrere Methoden zur Behandlung oder Linderung vorgeschlagen. Schmerzen im Zusammenhang mit einer kieferorthopädischen Behandlung nehmen proportional zur Kraft zu, die auf die Zähne ausgeübt wird. Wenn über eine Zahnspange eine Kraft auf einen Zahn ausgeübt wird, verringert sich die Blutzufuhr zu den Fasern, die den Zahn mit dem umgebenden Knochen verbinden. Diese Verringerung der Blutversorgung führt zu Entzündungen und der Freisetzung mehrerer chemischer Faktoren, die die Schmerzreaktion stimulieren. Kieferorthopädische Schmerzen können mit pharmakologischen Interventionen behandelt werden, was die Verwendung von Analgetika (Schmerzmittel) beinhaltet, die lokal oder systemisch angewendet werden. Diese Analgetika werden in vier Hauptkategorien unterteilt, darunter Opioide, nichtsteroidale Antirheumatika (NSAR), Paracetamol und Lokalanästhetika. Die ersten drei dieser Analgetika werden üblicherweise systemisch eingenommen, um kieferorthopädische Schmerzen zu lindern, letzteres ist ein Betäubungsmittel zur Anwendung direkt an der schmerzenden Stelle.
Ein Cochrane Review aus dem Jahr 2017 bewertete die pharmakologischen Interventionen zur Schmerzlinderung während einer kieferorthopädischen Behandlung. Die Studie kam zu dem Schluss, dass es eine Evidenz moderater Qualität dafür gibt, dass Analgetika die mit einer kieferorthopädischen Behandlung verbundenen Schmerzen reduzieren. Aufgrund fehlender Beweise war jedoch unklar, ob systemische NSAR wirksamer als Paracetamol und ob topische NSAR wirksamer als Lokalanästhesie bei der Linderung von Schmerzen im Zusammenhang mit einer kieferorthopädischen Behandlung waren. Um diese speziellen Vergleiche zu untersuchen, ist qualitativ hochwertigere Forschung erforderlich.
Die mit der kieferorthopädischen Vorrichtung erzielte Zahnverschiebung bestimmt in den meisten Fällen einen gewissen Grad an Wurzelresorption. Nur in wenigen Fällen ist diese Nebenwirkung groß genug, um als echte klinische Schädigung des Zahns zu gelten. In seltenen Fällen können die Zähne aufgrund von Wurzelresorption ausfallen oder müssen extrahiert werden.
Des Weiteren besteht auch das Risiko von allergischen Reaktionen gegenüber in den Zahnspangen verwendeten Metallen oder Gummierungen (Latexallergie). Dies könnte eine Anaphylaxie nach sich ziehen. Jedoch werden dafür allergiebedingte Sonderbehandlungen mit zum Beispiel nickel- oder latexfreien Materialien angeboten.
Bei der Therapie mit Brackets können diese falsch aufgeklebt werden, so dass die Zahnbewegungen nicht korrekt durchgeführt werden können. Nachbesserungen oder Nachregulierungen wären die Folge, wenn das Problem oder der Fehler nicht rechtzeitig erkannt wird. Auch bei falsch eingestellten Spangenbögen kann sich die gewünschte Wirkung nicht einstellen und die Zahnbewegung zu stark (mit möglichen Wurzelschädigungen) oder zu schwach (was zu einer Verlängerung der angesetzten Therapiedauer führt) erfolgen.

## Stand der Wissenschaft
Das DIMDI (Deutsches Institut für Medizinische Dokumentation und Information) schrieb 2008 in seinem Health Technology Assessment–Bericht Mundgesundheit nach kieferorthopädischer Behandlung mit festsitzenden Apparaten unter anderem, diese Form der Kieferorthopädie sei „wissenschaftlich bislang unzureichend abgesichert“; man stoße „… bei der Suche nach wissenschaftlichen Belegen für die Wirksamkeit kieferorthopädischer Maßnahmen auf zahlreiche offene Fragen“. Er beanstandet vor allem die dürftige Studienlage zu Auswirkungen auf Zahn- bzw. Mundgesundheit. Zwischen praktischer Anwendung der Kieferorthopädie und der Erforschung ihrer Wirksamkeit in Hinblick auf die ganze Mundgesundheit sei eine Kluft. Der Bericht forderte Forschungsanstrengungen, um evidenzbasierter behandeln zu können.

## Medien
Die britische Tageszeitung The Daily Telegraph berichtete am 18. März 2004, Zahnspangen gelten bei Jugendlichen als „cool“ und „sexy“. Sie würden eher als Mode-Accessoire angesehen. Dabei gehe es um farbige Gummibänder, die die Brackets zusammenhalten, sagte ein Sprecher der Britischen Kieferorthopädischen Gesellschaft.
„Die Jungen wollen Klammern in der Farbe ihrer Fußballmannschaft, die Mädchen wollen etwas, das zu ihrem Wochenend-Outfit passt“, sagte ein Kieferorthopäde. Er habe schon Patienten gehabt, die zu einer kieferorthopädischen Beratung kamen und enttäuscht waren, wenn sie keine Spange brauchten. Das Spektrum des „Wollens“ einer Zahnspange reicht von einem Extrem zum anderen Extrem – ähnlich wie bei vielen anderen Therapien bzw. Gerätschaften, die zur medizinischen Therapie etabliert sind.